# Lewes (Delaware)
Lewes es una ciudad ubicada en el condado de Sussex en el estado estadounidense de Delaware. En el año 2000 tenía una población de 2,932 habitantes y una densidad poblacional de 309 personas por km².
Durante la guerra anglo-estadounidense fue bombardeada entre el 6 y 7 de abril de 1813, pero las tropas británicas no pudieron desembarcar en la población.

## Geografía
Lewes se encuentra ubicada en las coordenadas 38°46′33″N 75°08′32″O / 38.77583, -75.14222.

## Demografía
Según la Oficina del Censo en 2000 los ingresos medios por hogar en la localidad eran de $48,707, y los ingresos medios por familia eran $59,605. Los hombres tenían unos ingresos medios de $35,500 frente a los $35,227 para las mujeres. La renta per cápita para la localidad era de $32,685. Alrededor del 6.3% de la población estaban por debajo del umbral de pobreza.

## Localidades adyacentes
Diagrama de las localidades a un radio de 16 km a la redonda de Lewes.